# Chez les fous
Chez les fous (titre original : Told in the Drooling Ward) est une nouvelle de l'écrivain américain Jack London, publiée aux États-Unis en 1914.

## Historique
Lors de ses randonnées à cheval dans la vallée de Sonoma, Jack London a éventuellement rencontré les pensionnaires d'un foyer pour attardés mentaux établi non loin de son ranch, sujet de cette nouvelle.[réf. nécessaire]
La nouvelle est publiée initialement dans The Bookman en juin 1914, avant d'être reprise dans le recueil The Turtles of Tasman en septembre 1916.

## Résumé
Tom, « un débilo supérieur », comme il se définit, vit à « l'étage des baveux » dans une institution pour enfants handicapés mentaux. Il aide aux soins et à l'alimentation de ceux-ci. Au fil du temps, il est devenu « un assistant, un maître-assistant même » et il a des histoires à raconter...

## Éditions

### Éditions en anglais
- Told in the Drooling Ward, dans The Bookman, New York, périodique, juin 1914.
- Told in the Drooling Ward, dans le recueil The Turtles of Tasman, New York ,The Macmillan Co, septembre 1916.

### Traductions en français
- Chez les fous, traduction de Louis Postif, 1931-1932.
- Chez les fous, traduction de Louis Postif, in Les Condamnés à vivre, recueil, U.G.E., 1974.
- Chez les baveux, traduit par Clara Mallier, Gallimard, 2016[1].